# Pseudodax
Pseudodax es un género de peces de la familia de los Labridae y del orden de los Perciformes.

## Especies
De acuerdo con FishBase:
- Pseudodax moluccanus (Valenciennes, 1840)[3][4]